# Kerrmans i paradiset
Kerrmans i paradiset är en roman av den svenske författaren Hjalmar Bergman från 1927.

## Handling
Här återser läsarna det unga par som skildrades i Jonas och Helen. De har varit gifta i 20 år och äktenskapet är ej särskilt lyckligt. "Paradiset" i bokens titel är hjärtat i den kontors- och bostadsvåning där Jonas Kerrmans svärfar och chef håller till, och i handlingen skildras många av de affärsmässiga turerna kring kontrollen av denna firma.